# El Desengaño, Huitiupán
El Desengaño är en ort i Mexiko.   Den ligger i kommunen Huitiupán och delstaten Chiapas, i den sydöstra delen av landet, 700 km öster om huvudstaden Mexico City. El Desengaño ligger 1 163 meter över havet och antalet invånare är 138.
Terrängen runt El Desengaño är kuperad åt sydväst, men åt nordost är den bergig. El Desengaño ligger uppe på en höjd. Runt El Desengaño är det ganska tätbefolkat, med 70 invånare per kvadratkilometer. Närmaste större samhälle är Simojovel de Allende, 14,7 km söder om El Desengaño. I omgivningarna runt El Desengaño växer i huvudsak städsegrön lövskog.